# 彰化南瑤宮笨港進香
彰化南瑤宮笨港進香是彰化縣彰化市主祀天上聖母的廟宇南瑤宮往笨港地區例行的徒步進香活動，沿途行經彰化縣、雲林縣、嘉義縣等地，來回約300多公里，其沿革可追溯至清領時期，迄今200餘年，為臺灣歷史最悠久的媽祖進香活動之一，又有「臺灣進香團鼻祖」、「臺灣第一進香團」之稱。

## 歷史
清雍正年間，笨港地區的瓦窯工楊謙至彰化縣應聘，隨身攜帶古笨港天后宮的香火，楊謙將其遺留在工寮內，當地居民至夜晚卻發現香火發出光芒，認為是媽祖顯靈，逐修建小祠供奉，發展成今日的南瑤宮，因南瑤宮是分靈自古笨港天后宮的原由，往古笨港天后宮徒步謁祖進香變成了南瑤宮例行的活動之一，清嘉慶年間，古笨港天后宮因北港溪氾濫遭到沖毀，因此南瑤宮將進香的目的改為至笨港地區遶境，並到北港朝天宮、新港奉天宮會香  。
笨港進香由南瑤宮十個媽祖會承辦，以大媽四、二媽五、三媽六每個組合三年輪流一次，如果遇到廟宇修繕完成或其他重要活動，也可能在該年停辦笨港進香配合舉行「十會媽角頭遶境」 。彰化南瑤宮往笨港進香隨香人數眾多，曾經在清領時期的《彰化縣志》及日治時期的《臺灣日日新報》都有所記載，直至20世紀中期，因交通發達與各鄉鎮聯絡道路的改善，徒步進香活動改由車巡的方式辦理，並縮短日程為三天兩夜。西元2014年才恢復為徒步進香，為期七至八天不等，沿途駐駕埤頭合興宮、西螺福興宮、西螺廣福宮、虎尾天后宮 、北港朝天宮、新港奉天宮、斗南順安宮、員林福寧宮、員林廣寧宮等廟宇，每年會有所微調。2015年南瑤宮笨港進香登錄為中華民國無形文化資產 ，2019年赴嘉義新港奉天宮的會香儀式又再一次被登錄為文化資產。

## 進香隊伍
南瑤宮往笨港進香的隊伍分別為頭旗大燈、開路鼓、哨角隊、執士隊、將軍團、勵英社、振興社、繡旗隊、媽會頭旗、天上聖母鑾駕。 

### 頭旗大燈
南瑤宮頭旗大燈組位在所有笨港進香隊伍的最前方，有負責除煞、開路的作用，由一隻頭旗、一對畫有祥龍彩繪的竹編大燈、一面彩牌和一面帥旗組成，由於早年的南瑤宮笨港進香隊伍規模龐大，隨香人數眾多，頭旗長達7.6公尺，比其他媽祖進香的頭旗要長得許多，其目的也用來指引進香民眾前路。而「彩牌」則是一面由兩人共同扛起的繡布，寫有「彰化南瑤宮天上聖母」等字樣，在其他地區的媽祖進香隊伍中較為少見，同樣有配置彩牌的廟宇還有大庄浩天宮。

### 文武館
南瑤宮往笨港進香隊伍中，有負責奏樂的文館「勵英社」與武館「振興社」一路隨香護駕，早年笨港進香回程時常發生搶香擔等衝突事件，於是決定聘請西螺七崁名師劉明善(阿善師)的弟子指導，創立振興社培養習武風氣，並以金鷹拳為特色。民國54年及60年，南瑤宮振興社舞獅曾經兩度贏得全省民間藝術比賽全省獅王，並有「冠軍獅王」的頭銜。
後來文武館因故取消各大廟會及笨港進香的演出，直到近年勵英社與振興社重新復出，再度成為南瑤宮往笨港進香的一分子。

### 天上聖母鑾駕
南瑤宮天上聖母除了老大媽、新大媽、開基三媽等神尊外，其他十媽會的會媽神尊都相較其他廟宇要大尊，笨港進香時由於移動不方便、可能擋住駐駕廟宇神尊等因素，所有參與進香的會媽神尊都不會下轎。另外天上聖母鑾轎出轎的順序也會因去程與回程有所不同，去程時會由較早成立較資深的會媽鑾轎先行，象徵由「姐」帶「妹」出門，回程時則相反，由「妹」帶「姐」回鑾。

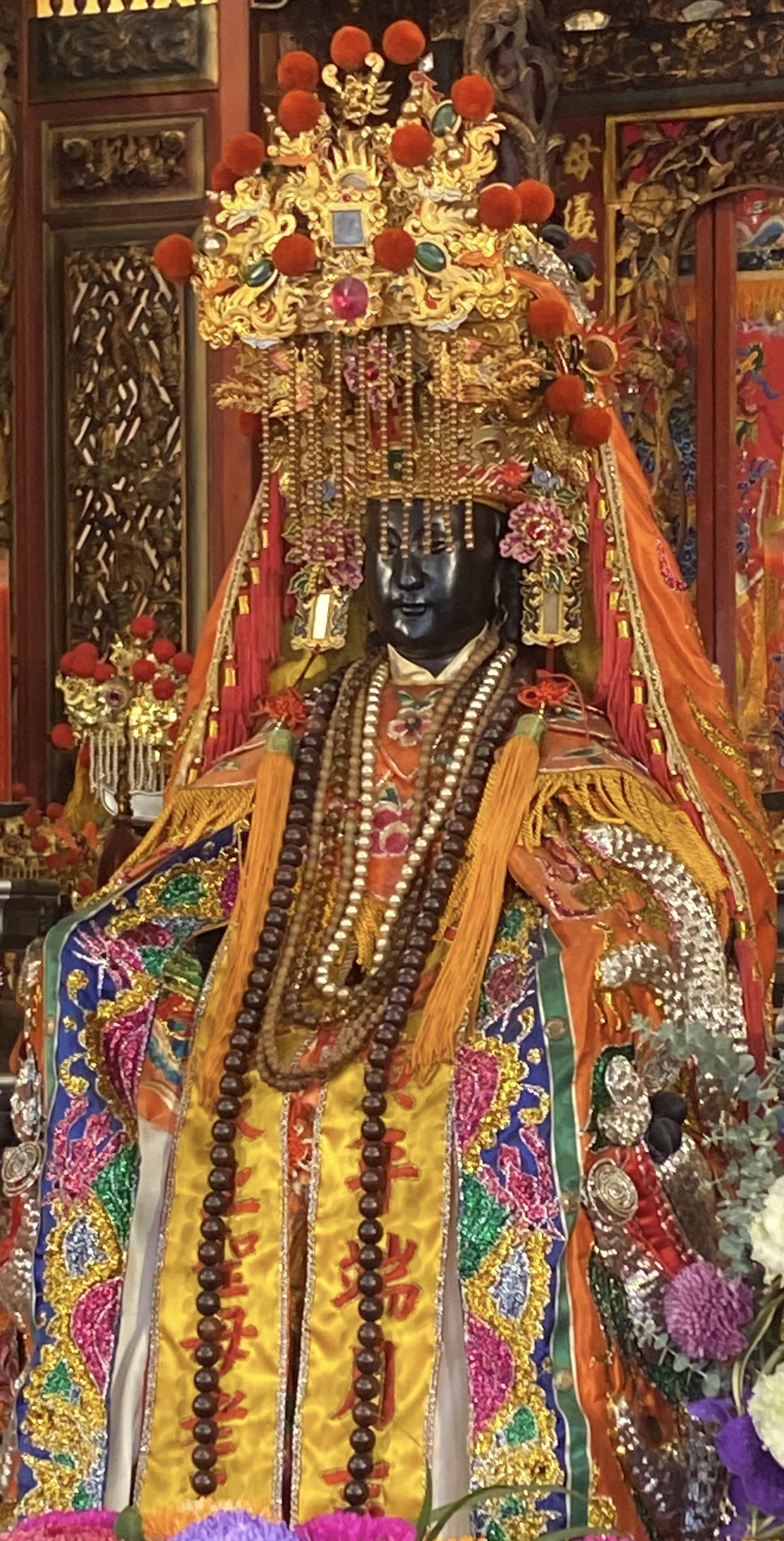
老二媽
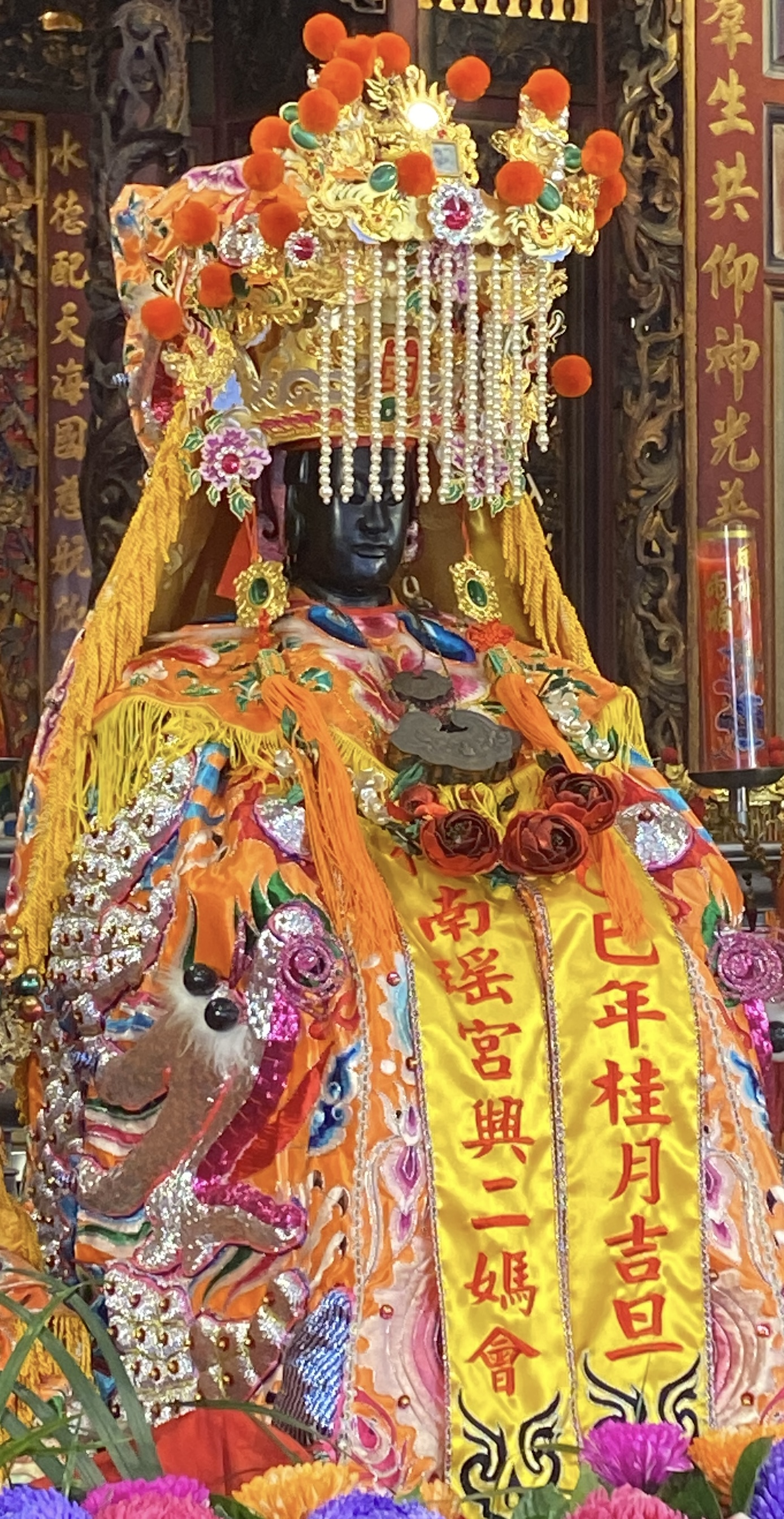
興二媽
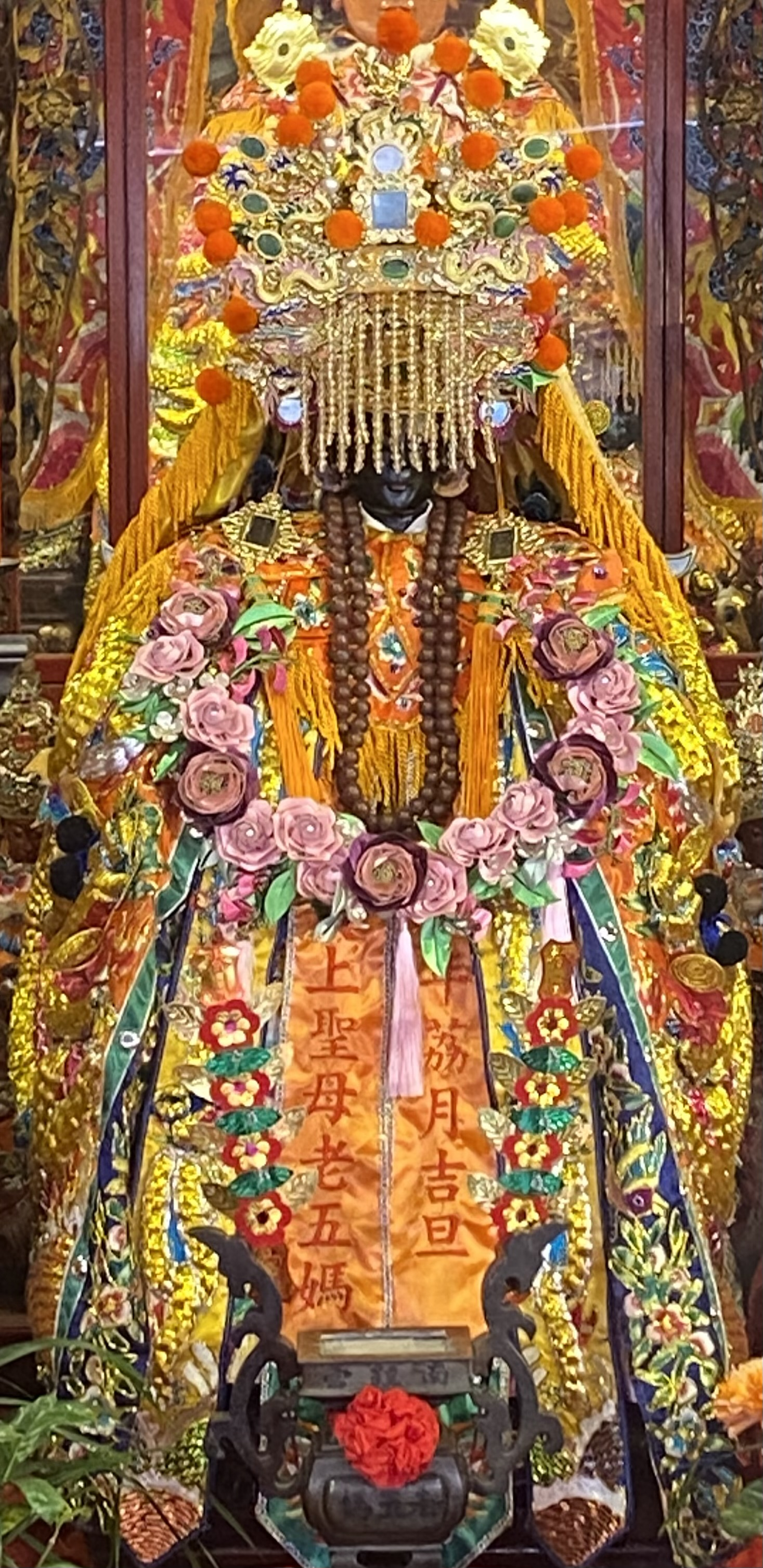
老五媽

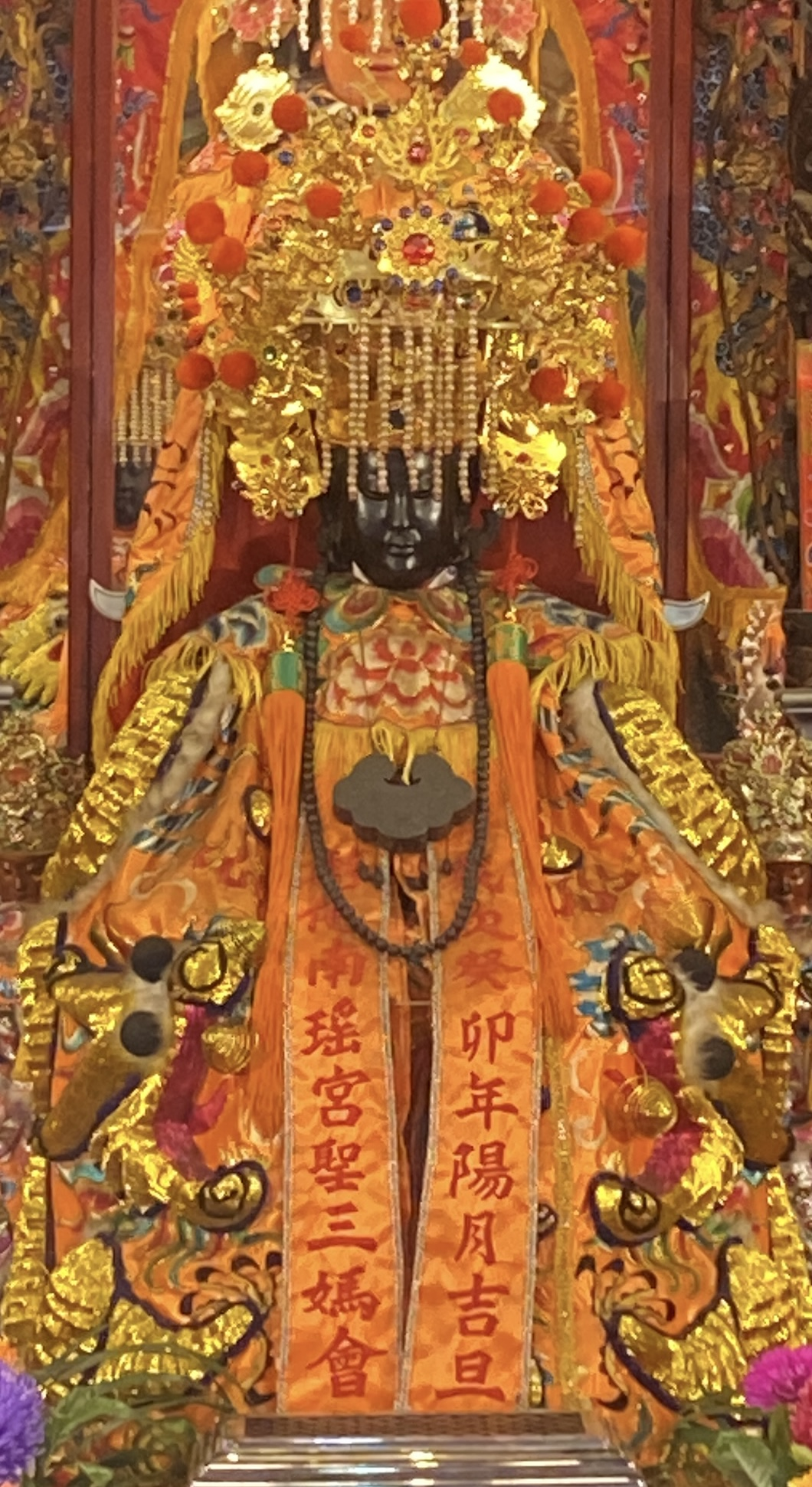
聖三媽
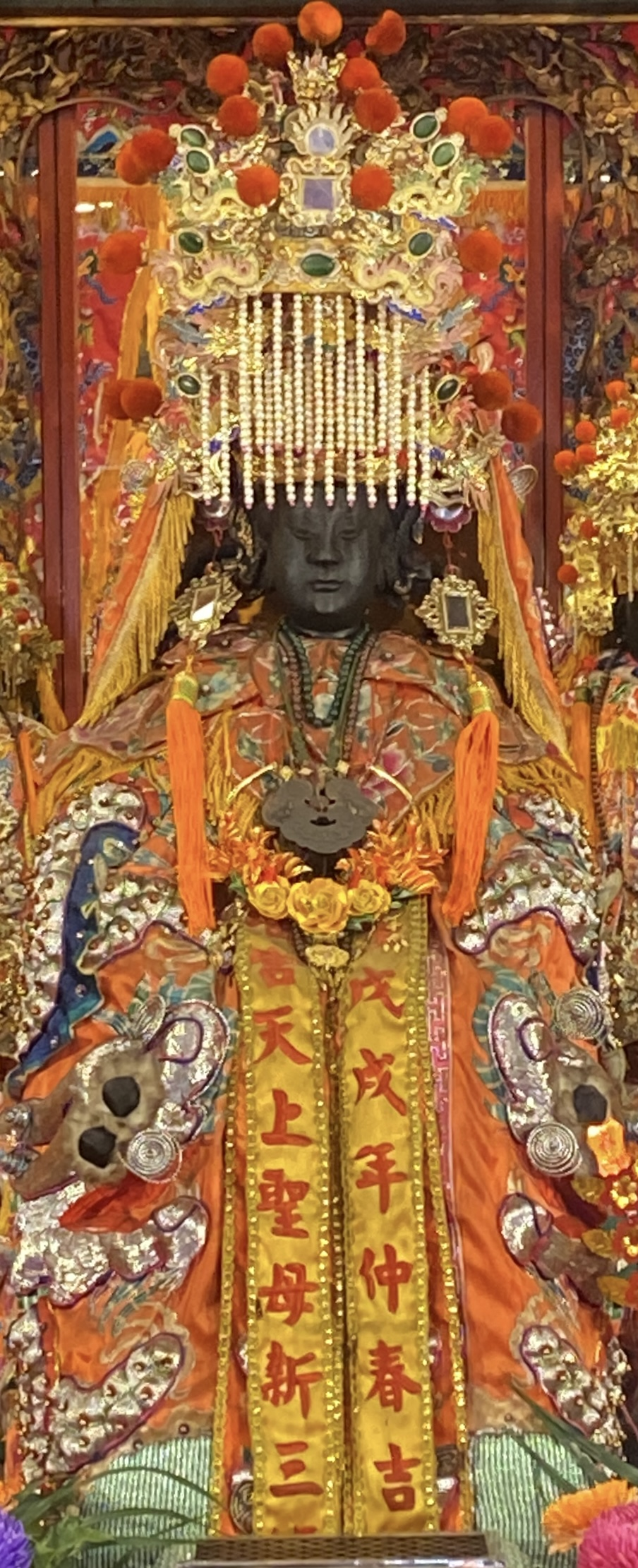
新三媽
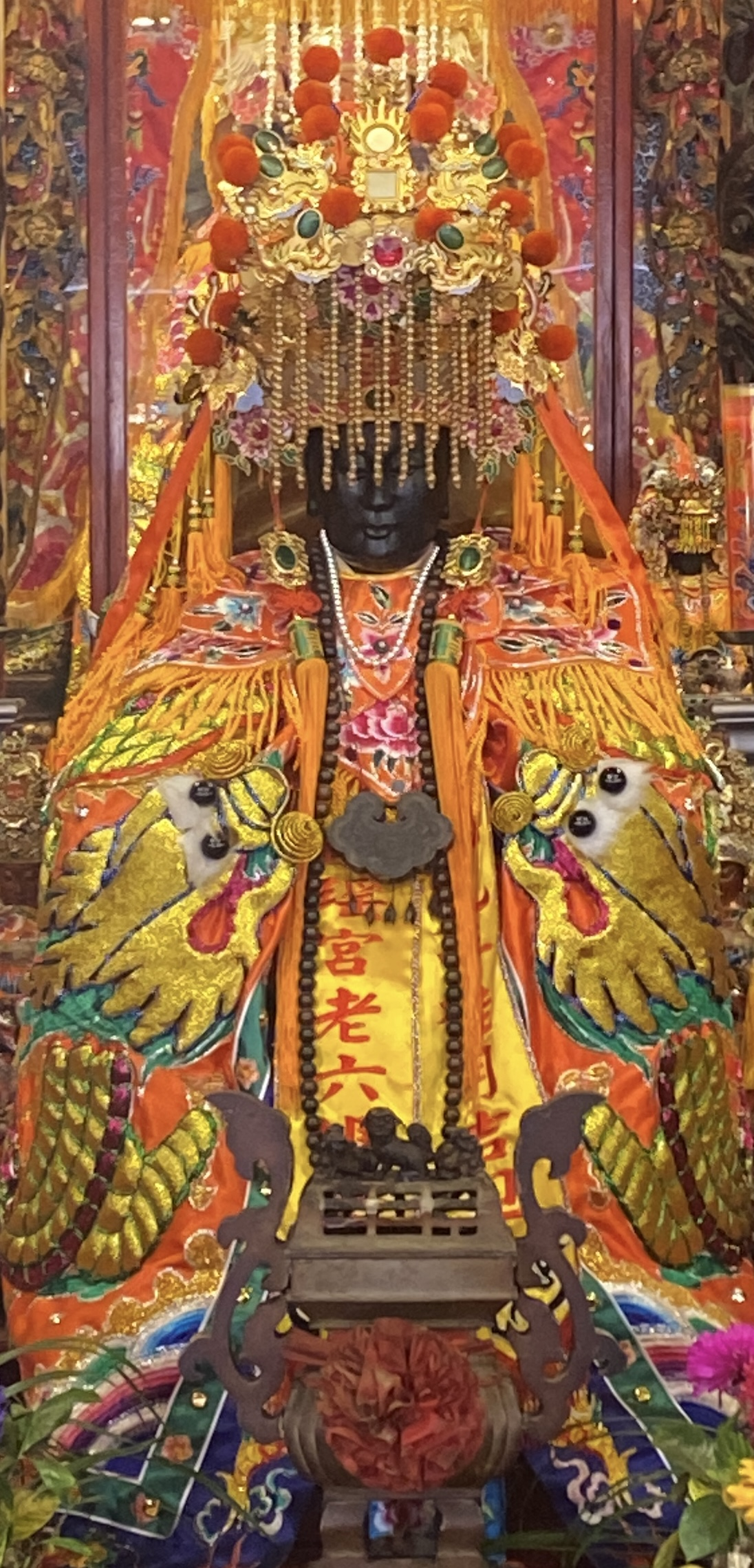
老六媽

- 大媽四

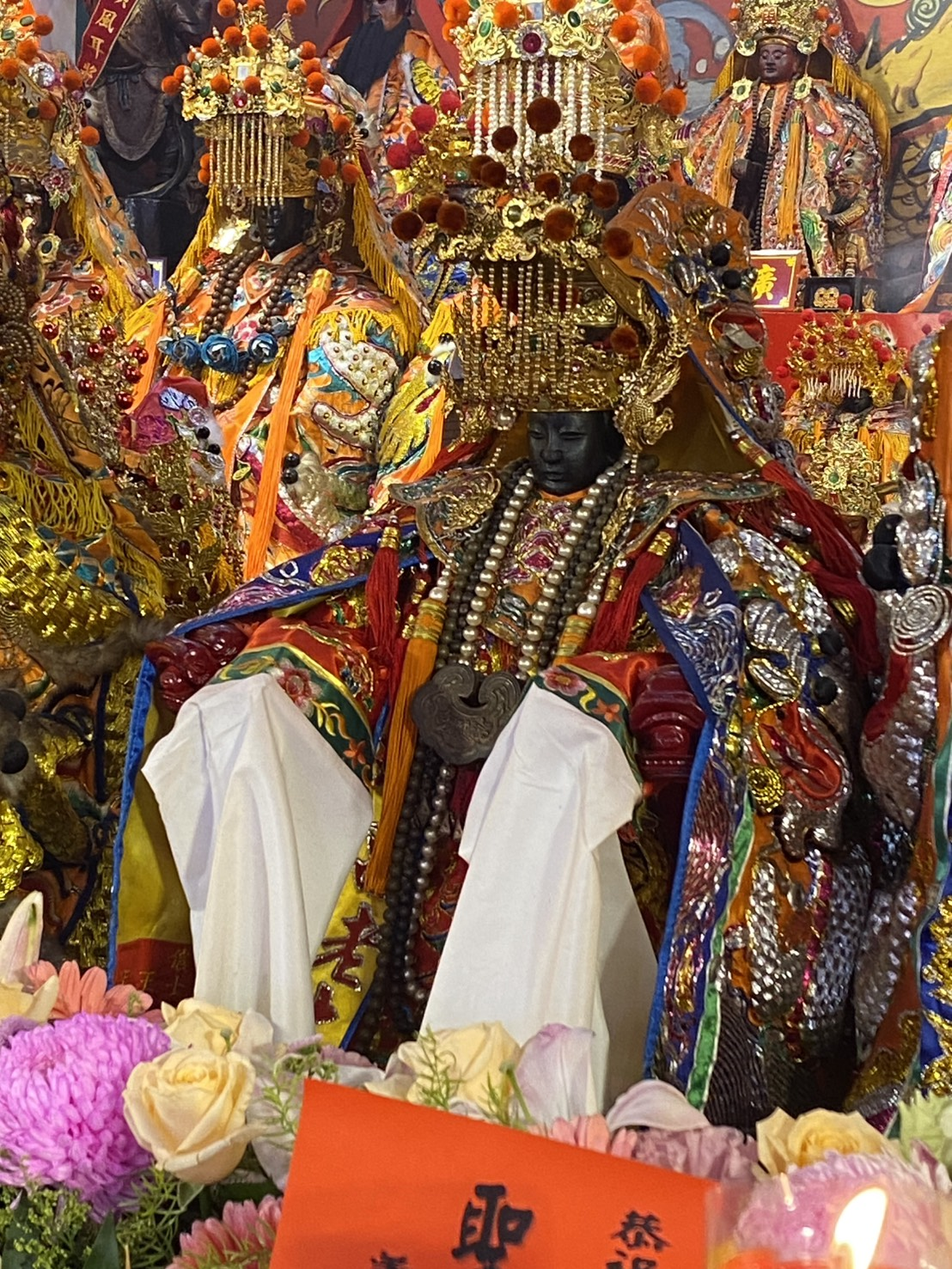
老大媽
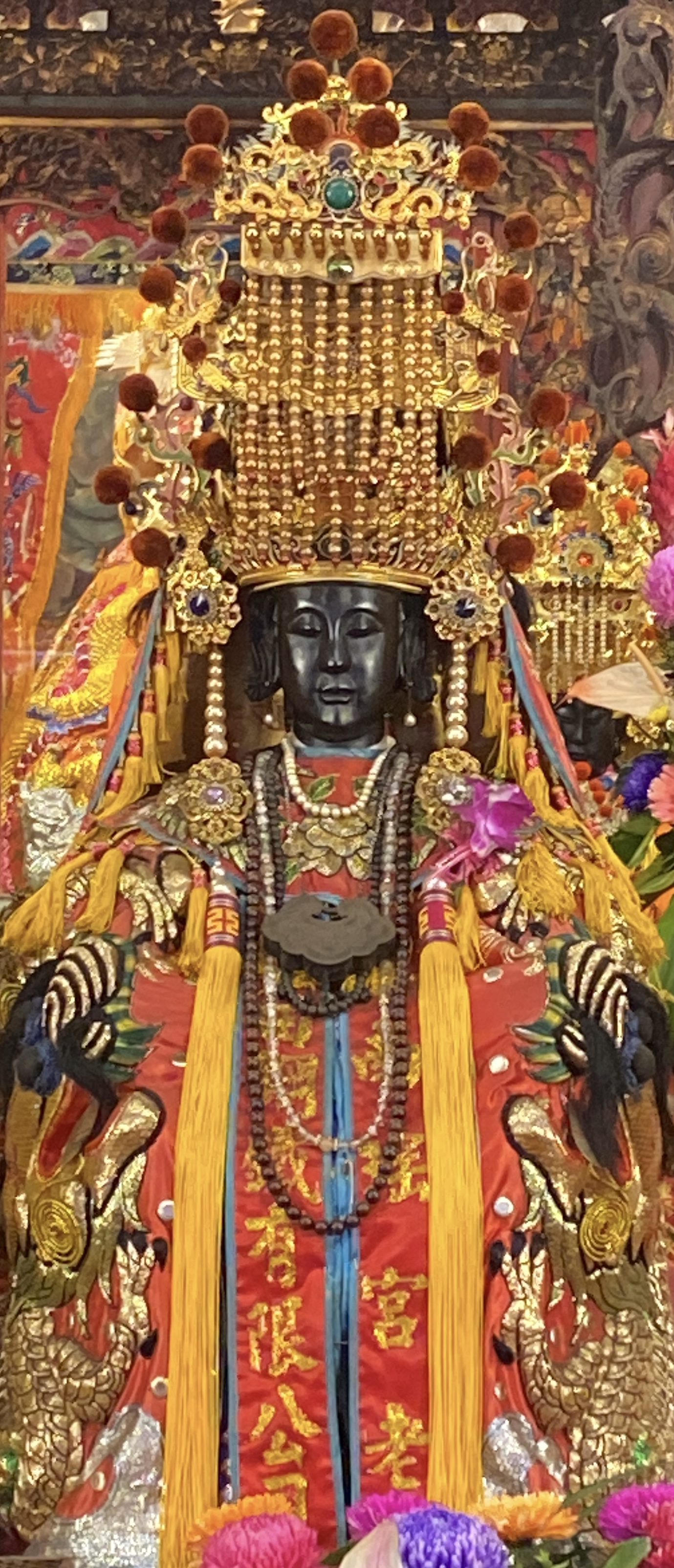
老四媽
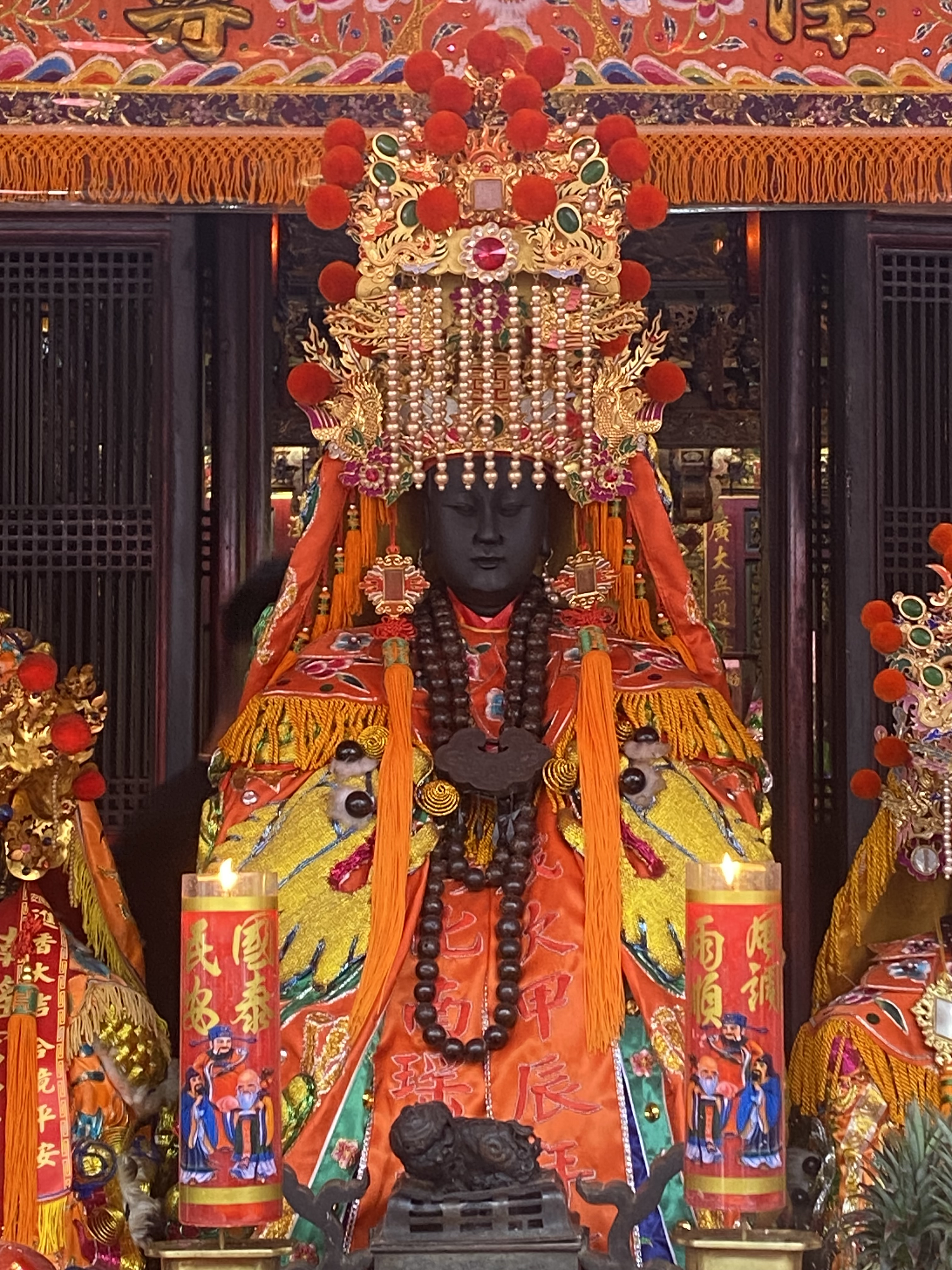
聖四媽

- 二媽五

- 老二媽
- 興二媽
- 老五媽

- 三媽六

- 聖三媽
- 新三媽
- 老六媽

## 進香儀式
南瑤宮往笨港進香由於其悠久的歷史，發展出了許多較其他中部媽祖進香有不同特色的儀式。
| 儀式     | 儀式              | 地點 |
| 擇日     |                   | |
| -------- | ----------------- | --- |
| 擇日     | 置天台 （筊筶前） | 彰化南瑤宮 |
| 擇日     | 筊筶              | 彰化南瑤宮 |
|          |                   | |
| 起駕前   | 置天台 （進香前） | 彰化南瑤宮 |
| 起駕前   | 豎頭旗            | 彰化南瑤宮 |
| 起駕前   | 犒軍              | 彰化南瑤宮 |
| 起駕前   | 整溪路            | 濁水溪 （三媽六年） |
| 起駕前   | 祭溪              | （一）雲林縣莿桐鄉饒平村水流公廟 （二）濁水溪                                                                            |
| 起駕前   | 授祭香宮旗、龍銀  | 彰化南瑤宮 |
| 起駕前   | 起馬宴            | 彰化南瑤宮 |
| 起駕前   | 起旺爐            | 彰化南瑤宮 |
|          |                   | |
| 笨港進香 | 起駕              | 彰化南瑤宮 |
| 笨港進香 | 駐駕              | 各駐駕廟宇 |
| 笨港進香 | 北港大公祭典      | 北港朝天宮 |
| 笨港進香 | 北港會香          | 北港朝天宮 |
| 笨港進香 | 換龍袍            | 笨南港天后宮 |
| 笨港進香 | 新港大公祭典      | 新港奉天宮 |
| 笨港進香 | 新港會香          | 新港奉天宮 |
| 笨港進香 | 祭頭香            | 新港奉天宮 |
| 笨港進香 | 潦溪              | 濁水溪 (三媽六年) 雲林縣莿桐鄉⮕彰化縣溪州鄉                                                                              |
| 笨港進香 | 繞經石塔公        | 彰化縣溪州鄉西畔村中西路與石塔巷路口                                                                                     |
| 笨港進香 | 祭貳香            | （一）大媽四年:彰化縣北斗鎮21炮陣地 （二）二媽五年：彰化縣北斗鎮大新、中新路口 （三）三媽六年:雲林縣斗南鎮順安宮(潦溪前) |
| 笨港進香 | 新大媽接香擔      | 彰化縣永靖鄉 |
| 笨港進香 | 換涼傘蓋靈印      | 彰化縣員林市 |
| 笨港進香 | 祭參香            | 彰化縣員林市 |
| 笨港進香 | 回鑾遶境          | 彰化縣彰化市市區 |
| 笨港進香 | 回宮安座          | 彰化南瑤宮 |
|          |                   | |
| 回鑾後   | 開旺爐            | 彰化南瑤宮 |
| 回鑾後   | 送總理燈          | 彰化南瑤宮 |

### 筊筶

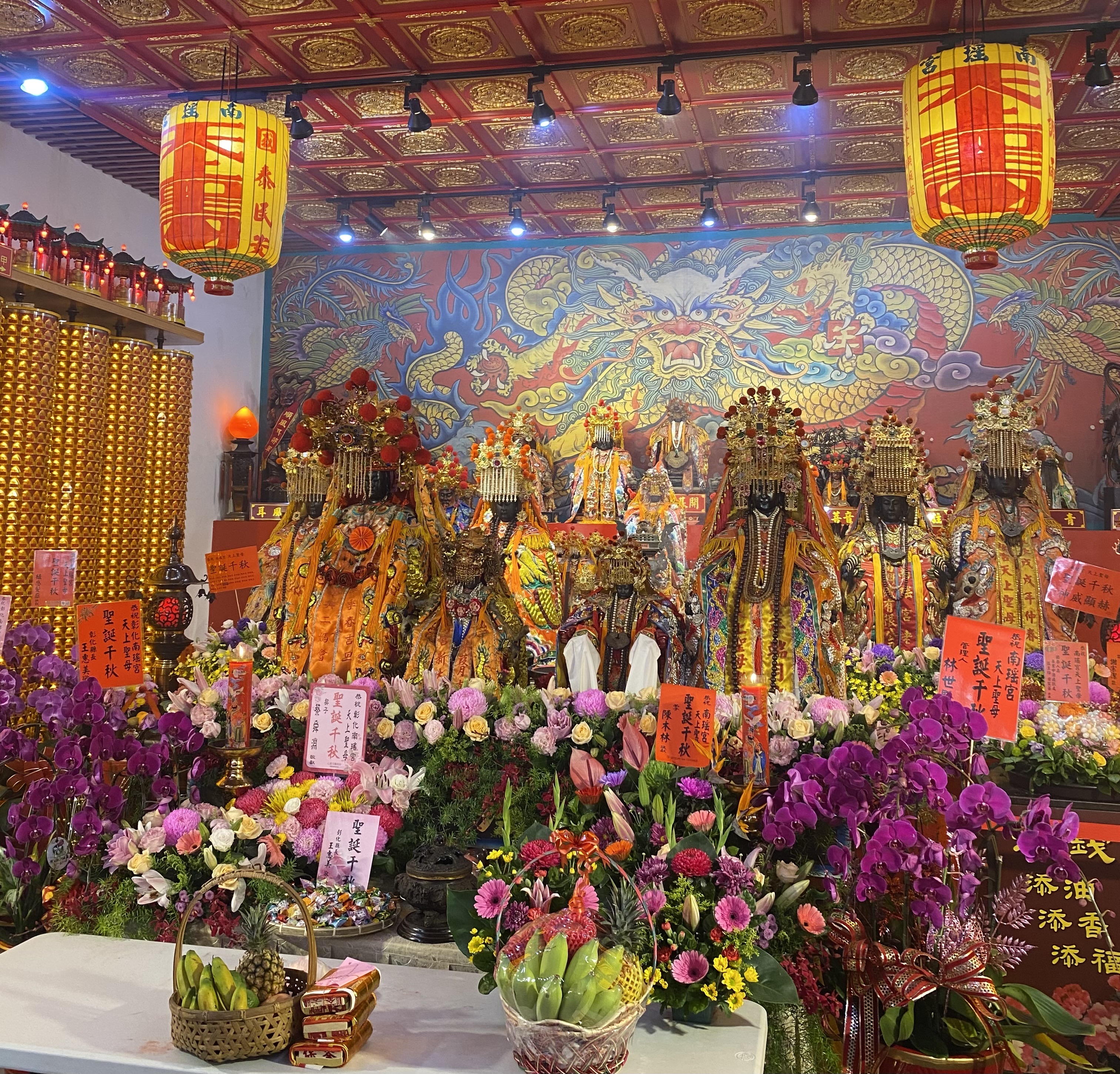
南瑤宮歲次乙巳年筊筶請出十尊會媽共同決定遶境日期

為了決定往笨港進香的日期，在進香的前一年，會先在南瑤宮「置天台」，連續三天稟告上蒼，並在最後一天下元節「謝天台」的同時，以博杯的方式決定明年進香的日期，該過程稱為「筊筶」。
筊筶儀式中南瑤宮會先行擬訂三組進香的日期，在稟告次年負責進香任務的會媽之後，博杯杯數較多的一組日期就會是次年進香的日期。

### 起旺爐
南瑤宮和其他媽祖廟的刈火進香或謁祖進香不同，其祖廟古笨港天后宮遭到沖毀，因此在出發前往北港朝天宮、新港奉天宮會香之前就會先將香擔起火，該儀式稱為「起旺爐」。
另外在興建南瑤宮時，工程曾經因為資金問題而停擺，而彰化的石姓人家即時慷慨解囊，南瑤宮為了感謝彰化石姓，每逢笨港進香起旺爐時，都必須由石姓後代來負責起火的工作。

### 換龍袍

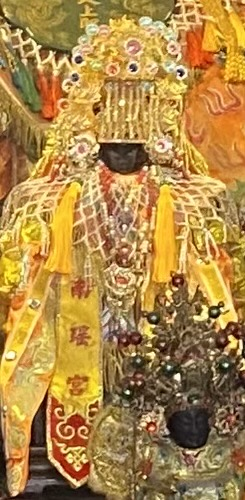
笨港天后宮開臺祖家媽，南瑤宮笨港進香時會將祖家媽所披的龍袍換新

彰化南瑤宮基於飲水思源的傳統，在前往笨港進香的同時，會順道拜訪與南瑤宮歷史息息相關的笨港楊家，但笨港楊家認為無法承受由「神」拜訪「人」的大禮，於是南瑤宮贈與了笨港楊家一尊媽祖供奉，稱之為「祖家媽」，從此變成了神對神的同格拜訪。後因楊家後代財力不濟，無力更換媽祖老舊的龍袍，南瑤宮為了答謝楊家的恩情，便一併幫祖家媽換新龍袍。
第二次世界大戰太平洋戰爭期間，楊家子孫被日本政府徵召至南洋做軍伕從此下落不明，祖家媽則移奉至笨港水仙宮前殿，西元2002年，主祀祖家媽的笨南港天后宮落成，南瑤宮亦將換龍袍的地點跟進。

### 笨港會香
清領時期，南瑤宮往古笨港天后宮進香的目的為謁祖，但在北港溪氾濫祖廟遭沖毀的情況之下，便改往北港朝天宮、新港奉天宮這兩間與古笨港天后宮有淵源的廟宇會香（亦稱交香），因此南瑤宮的會香又有「會姊妹香」之稱。
到達北港朝天宮和新港奉天宮後，會舉行「大公祭典」向天上聖母祝壽，祭典結束後南瑤宮文武館勵英社與振興社會排場表演，之後舉行會香典禮。過去在兩宮的會香因時間而有北港的「午時香」及新港的「子時香」之分，現今的會香典禮儀式略有不同，在北港朝天宮會香時，會在萬年香火爐中燒化疏文，並點燃兩廟的香爐，等待兩香爐的煙霧自然纏繞之後，會香儀式即完成。。而在新港奉天宮則會用金紙引媽祖元神燈的長明燈火點燃香火爐，並由新港奉天宮董事長和彰化市長從各自的香火爐盛三勺香火交換之後會香儀式才算完成。

### 祭頭香
在新港奉天宮完成會香儀式之後，香擔會在三川殿正門等待頭香，並將原本已經用龍虎旗封起的香擔打開，把剛會香完最完整的靈力分享給擔任頭香的廟宇，該儀式稱為「祭（接）頭香」。而負責頭香的廟宇則會依每年進香的媽會的組合有不同，分別為大媽四年：彰化大南門開彰祖廟；二媽五年：彰化五福戶市仔尾開基祖廟；三媽六年：彰邑彰山宮。

### 祭貳香
有次南瑤宮往笨港進香回鑾時，因下雨濁水溪湍急無法過溪，熟悉此地地理的社頭枋橋頭天門宮武西二媽及鎮安宮三山國王在河川北岸降乩指示信眾焚燒大量金紙，由於火源產生的光芒照明指引，讓南瑤宮笨港進香隊伍得以順利過溪，為了答謝兩間廟宇的幫忙，特別賦予它們祭貳香的資格，並將一枚銅錢折半做為信物。自2017年起貳香不限於天門宮與鎮安宮兩廟，演變為大媽四年：枋橋頭天門宮；二媽五年：北斗白鶴宮；三媽六年：莿桐天瑤宮。
由於當年的古銅錢信物遺失，現今南瑤宮會在起駕前授予貳香廟一半特殊的仿古龍銀 ，接香之時將其與南瑤宮保留的另一半併攏核對，確認接香資格後雙方廟宇會互相交換各自的涼傘，在傳統民俗的說法中，由於會香之後的香擔內充滿著靈力，時常有其他廟宇爭搶，媽祖鑾駕前若有當地境主廟的涼傘有心人士會較不敢輕舉妄動，確保香擔的安全與避免搶轎衝突，也能讓南瑤宮天上聖母的鑾駕在境內停留賜福的時間拉長，待完成遶境時再將涼傘換回。

### 潦溪
早年南瑤宮往笨港進香的路程中，西螺大橋尚未興建，因此都需潦溪跨越彰化縣和雲林縣交界的濁水溪，每逢三媽六往笨港進香時，雨水充沛，濁水溪水位會較其他媽祖會進香時高，眾人認為是三媽和六媽喜愛親近水的緣故 ，所以現今在三媽六年進香的回程，自雲林縣莿桐鄉饒平村廣興宮起駕往彰化縣溪州鄉菜公村北聖天宮的途中仍會特別保留潦溪的傳統，徒步跨越近七公里的濁水溪河床。
媽祖鑾駕行經濁水溪河床前，會先在岸邊焚燒或沿路揮灑金紙(亦稱「買路金」) 以求渡溪順利。雲林縣莿桐鄉的廟宇也會為南瑤宮媽祖送駕至溪底的彰雲邊界，與彰化縣溪州鄉前來迎駕的廟宇交接。若進香當年遭逢旱災，隊伍會在潦溪過程中會張開日治時期昭和十年南瑤宮老大媽用來祈雨的「雨帆旗」，以求旱象紓解。

### 石塔公
彰化縣溪州鄉西畔村中西路與石塔巷路口有一座石塔，被居民敬稱為「石塔公」，相傳清道光年間西畔村時常面臨水患，當地奉祀的關聖帝君指示興建一座石塔鎮守，此後溪水便不再氾濫。
有年南瑤宮笨港進香準備渡過濁水溪時，發現北岸有一明顯的亮光指引方向，上岸時才發現是西畔村的石塔，為了表示感謝，日後進香時媽祖鑾駕都會特別繞經石塔。

### 新大媽接香擔

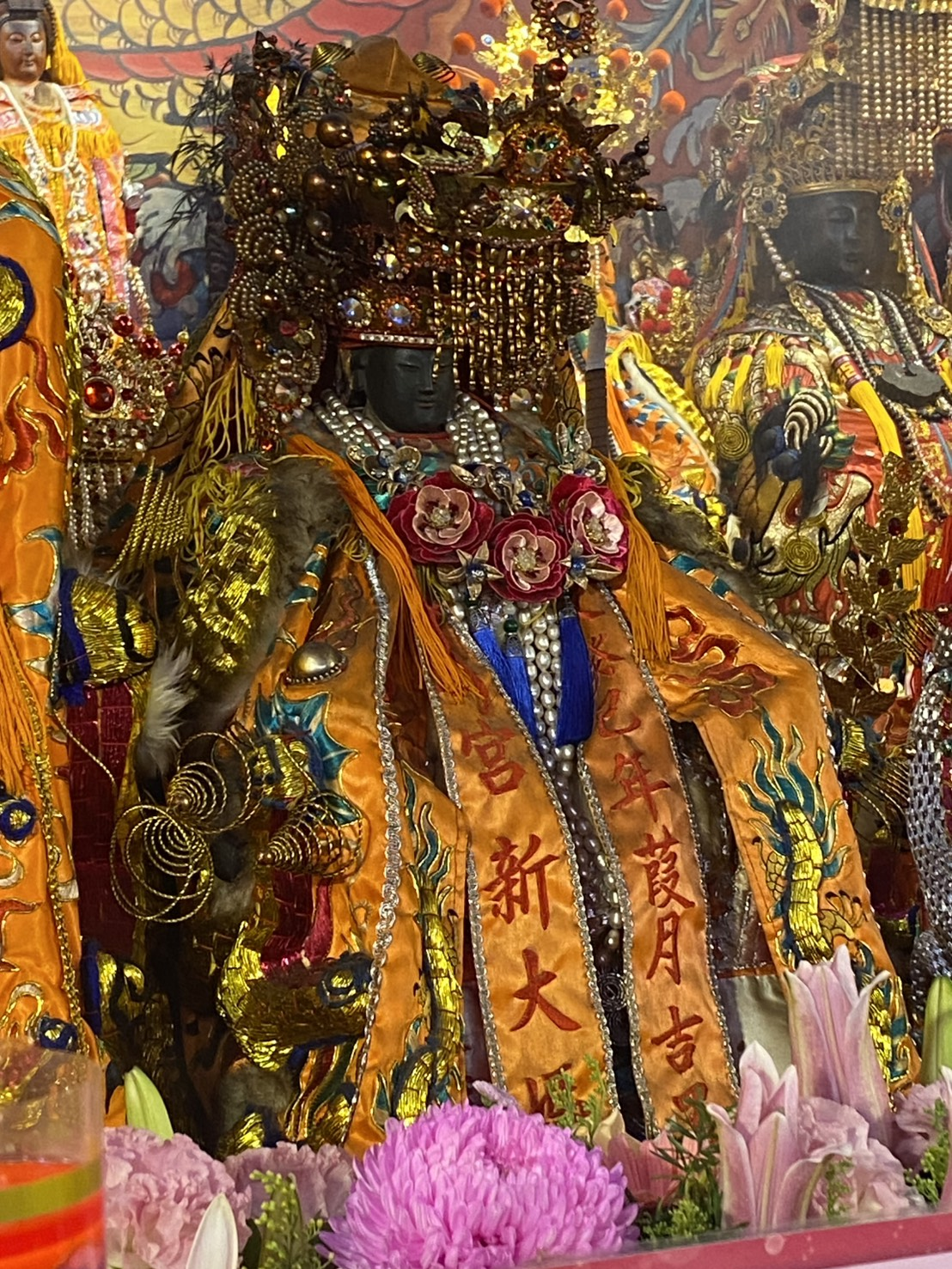
日治時期尚未有名號的媽祖，後來成為南瑤宮新大媽

早年南瑤宮笨港進香隊伍經過彰化縣社頭鄉枋橋頭之後，常常發生前「搶香擔」的衝突，原本請求當地的衙役前往護駕，但官府認為師出無名，因此南瑤宮組織奉祀虎爺的「虎仔爺會」（聖將軍會）在進香回鑾途中維持秩序，日治時期，「虎仔爺會」的名稱常讓政府單位誤以為是黑道幫派組織，於是南瑤宮便將一尊當時尚未有名號的天上聖母贈與虎爺會，成立「新大媽會」消弭疑慮，也是繼清嘉慶19年金和安聖母會（老大媽會）後南瑤宮成立的媽祖會之一，此後接香擔的任務便由新大媽會承接，而新大媽會由於在每年笨港進香護持香擔的角色，是十媽會中唯一不參與進香輪值的媽祖會。

### 換涼傘蓋靈印
南瑤宮笨港進香隊伍進入彰化縣員林市，會由當地主祀三山國王的員林廣寧宮負責接駕並舉行「換涼傘」和「蓋靈印」的儀式，其換涼傘儀式的目的與祭貳香時防止搶轎衝突和讓媽祖鑾駕可停留久一點的目的大致相同，而南瑤宮在日治時期明治年間有和員林廣寧宮簽訂遶境換涼傘的合約，儀式結束後會在一本特殊的筆記本中蓋上媽祖會的印璽以示確認，接著南瑤宮媽祖會前往員林福寧宮、員林廣寧宮分別駐駕，隔日送駕時再將涼傘換回。

## 俗諺

### 大媽四愛吃雞 二媽五愛冤家 三媽六愛遼溪
「大媽四愛吃雞，二媽五愛冤家，三媽六愛遼溪」，這句俗諺在許多中臺灣耆老的口中廣為流傳，並且與南瑤宮笨港進香有關，南瑤宮的大媽與四媽在信徒的心中相當靈驗，遶境時會準備豐盛的牲禮及其他供品還願，而過去在二媽與五媽的進香過程中曾經發生爭執，因此在民間有「愛冤家」的說法，「三媽六愛遼溪」則表示早年每逢三媽六年進香要跨越濁水溪時，河床的水位往往都比其他兩組媽祖會進香時還高，也闡述了現今南瑤宮三媽與六媽的進香保留遼溪的特色。

### 北港媽興外庄 彰化媽蔭外方
「北港媽興外庄，彰化媽蔭外方」，則列出了兩間媽祖廟北港朝天宮與彰化南瑤宮在中臺灣信眾的影響力，據信北港媽祖相當的靈驗且慈愛，無論是北港本地居民或是異鄉人都會加以庇佑，而南瑤宮由於其分靈地區廣泛，媽祖會在中部地區的組織龐大，且過去往笨港進香的人數眾多，彰化媽也護佑了香路沿線居民，固有「蔭外方」的美譽。

## 戲曲與文學

### 林文明案
清同治九年（1870年），曾協助平定戴潮春事件霧峰林家家長兼南瑤宮笨港進香大總理林文明 ，遭時任台灣鎮總兵楊在元與台灣兵備道黎兆堂所調派的彰化縣候補知府凌定國，將笨港進香活動禁止並把南瑤宮媽祖暫時關禁在彰化開化寺，以護送南瑤宮媽祖起駕為由設局其至彰化縣白沙書院公堂殺害，此事件造成南瑤宮笨港進香中斷至日治時期才復辦，由於其案情離奇曾被改編為《壽至公堂》、《紅旗‧白旗‧阿罩霧》、歌仔戲《林默娘掛帥》、《林默娘掛帥貳部曲-笨港進香》、公視新創電影《疑霧公堂》等各式戲曲及文學作品。

### 施九緞事件
清光緒14年，時任台灣巡撫劉銘傳調派淡水知縣李嘉棠主持土地丈量，因其丈量不公而爆發以鹿港仕紳施九緞為首的民變，施九緞等人曾佔領彰化南瑤宮焚香祈求媽祖保佑並擊退朱煥明為首的清軍，隨後施九緞事件被林朝棟、澎湖鎮總兵吳宏洛等人所平定，此段史實結合南瑤宮笨港進香等活動被改編為歌仔戲《林默娘掛帥參部曲-德同在造》等作品。

### 櫟社
明治45年日治臺灣三大詩社之一的「櫟社」舉辦創社十周年慶祝活動，適逢北港朝天宮重修落成，以「笨港進香詞」為題徵稿，其中張玉書 、吳立軒 、陳錫金 等人的詩作描寫了南瑤宮往笨港進香起駕及回鑾沿路信眾熱情燒金紙迎接的盛況，亦成為日治時期南瑤宮進香的重要史料。
另外身為櫟社創辦人與霧峰林家後代的林朝崧，也在《無悶草堂詩存》中著有《臺中竹枝詞》，其第八首也有關於南瑤宮進香的敘述。

## 藝術

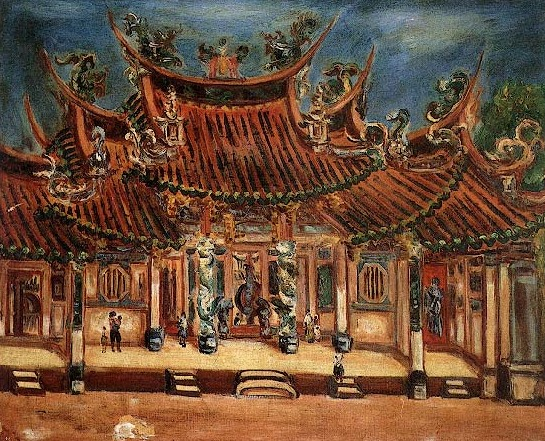
陳澄波《廟口》

日治時期的臺灣畫家陳澄波曾以南瑤宮為主題繪畫作品《水邊》及《廟口》，而描繪南瑤宮笨港進香活動相關的藝術作品則有如藝術家孫少英《出彰化城》、楊義勳《祈之頌》、楊德全《南瑤宮媽祖出巡圖》、林晉任《媽祖神轎》等畫作。曾在2017年由主辦於彰化縣立美術館《出彰化城-南瑤宮笨港進香藝術家聯展》展覽中有展出 。

## 進香歌曲
| 曲序 | 曲目               |                | 作曲   | 编曲   | 製作人       | 备注                                                                                           | 时长 |
| ---- | ------------------ | -------------- | ------ | ------ | ------------ | ---------------------------------------------------------------------------------------------- | ---- |
| 1.   | 《彰化媽置阮心中》 | 蔡舜淵、林維彥 | 嚴詠能 |        |              | 2014年，為了慶祝彰化南瑤宮恢復往笨港徒步進香，由歌手嚴詠能主唱，南瑤宮金意承青年會合唱的歌曲。 | 4:31 |
| 2.   | 《慈悲的目睭》     | 蔡舜淵、阿達   | 阿達   | 陳俐君 | 農村武裝青年 | 彰化南瑤宮老大媽會與彰化樂團農村武裝青年合作的專屬歌曲，曲中融入老大媽會輿前曲館梨春園的演奏。 | 4:19 |

## 歷年進香職務
| 1917                                                        | 丁巳年 | 三媽六                                  | 張顯文                                  | 無資料                                  |                                         |                                         |                                         |                                         |                                         |                                         |                                         |
| 1935                                                        | 乙亥年 | 大媽四                                  | 佐藤房吉                                | 無資料                                  |                                         |                                         |                                         |                                         |                                         |                                         |                                         |
| 戰後時期                                                    |        |                                         |                                         |                                         |                                         |                                         |                                         |                                         |                                         |                                         |                                         |
| 1947                                                        | 丁亥年 | 二媽五                                  | 呂俊傑                                  | 無資料                                  |                                         |                                         |                                         |                                         |                                         |                                         |                                         |
| 1956                                                        | 丙申年 | 三媽六                                  | 賴樹旺                                  | 杜錫圭                                  |                                         |                                         |                                         |                                         |                                         |                                         |                                         |
| 1962                                                        | 壬寅年 | 大媽四                                  | 呂俊傑                                  | 賴通堯                                  |                                         |                                         |                                         |                                         |                                         |                                         |                                         |
| 1964                                                        | 甲辰年 | 二媽五                                  | 邱垂淋                                  | 王山                                    |                                         |                                         |                                         |                                         |                                         |                                         |                                         |
| 改為車巡                                                    |        |                                         |                                         |                                         |                                         |                                         |                                         |                                         |                                         |                                         |                                         |
| 1979                                                        | 己未年 | 四媽                                    | 無資料                                  | 王紹義                                  |                                         |                                         |                                         |                                         |                                         |                                         |                                         |
| 1980                                                        | 庚申年 | 三媽                                    | 呂俊傑                                  | 王紹義                                  |                                         |                                         |                                         |                                         |                                         |                                         |                                         |
| 1981                                                        | 辛酉年 | 老四媽                                  | 賴嘉勇                                  | 王紹義                                  |                                         |                                         |                                         |                                         |                                         |                                         |                                         |
| 1982                                                        | 壬戌年 | 興二媽                                  | 廖圻炘                                  | 陳駿青                                  |                                         |                                         |                                         |                                         |                                         |                                         |                                         |
| 1986                                                        | 丙寅年 | 三媽                                    | 黃火                                    | 陳文騰                                  |                                         |                                         |                                         |                                         |                                         |                                         |                                         |
| 1987                                                        | 丁卯年 | 四媽                                    | 梁易鈴                                  | 陳文騰                                  |                                         |                                         |                                         |                                         |                                         |                                         |                                         |
| 1995                                                        | 乙亥年 | 二媽五                                  | 黃火                                    | 葉滿盈                                  |                                         |                                         |                                         |                                         |                                         |                                         |                                         |
| 1996                                                        | 丙子年 | 老六媽                                  | 賴泗郎                                  | 葉滿盈                                  |                                         |                                         |                                         |                                         |                                         |                                         |                                         |
| 1998                                                        | 戊寅年 | 大媽四                                  | 陳杰                                    | 陳杰                                    |                                         |                                         |                                         |                                         |                                         |                                         |                                         |
| 1999                                                        | 己卯年 | 二媽五                                  | 溫國銘                                  | 陳杰                                    |                                         |                                         |                                         |                                         |                                         |                                         |                                         |
| 2000                                                        | 庚辰年 | 三媽六                                  | 白鴻森                                  | 陳杰                                    |                                         |                                         |                                         |                                         |                                         |                                         |                                         |
| 2009                                                        | 己丑年 | 十媽會                                  | 白鴻森                                  | 溫國銘                                  |                                         |                                         |                                         |                                         |                                         |                                         |                                         |
| 2010                                                        | 庚寅年 | 老四媽                                  | 李棟材                                  | 邱建富                                  |                                         |                                         |                                         |                                         |                                         |                                         |                                         |
| 2011                                                        | 辛卯年 | 二媽五                                  | 林滄喜                                  | 邱建富                                  |                                         |                                         |                                         |                                         |                                         |                                         |                                         |
| 2012                                                        | 壬辰年 | 三媽六                                  | 白閔傑                                  | 邱建富                                  |                                         |                                         |                                         |                                         |                                         |                                         |                                         |
| 2013                                                        | 癸巳年 | 大媽四                                  | 馮登科                                  | 邱建富                                  |                                         |                                         |                                         |                                         |                                         |                                         |                                         |
| 恢復徒步進香                                                |        |                                         |                                         |                                         |                                         |                                         |                                         |                                         |                                         |                                         |                                         |
| 2014                                                        | 甲午年 | 二媽五                                  | 馮登科                                  | 邱建富                                  |                                         |                                         |                                         |                                         |                                         |                                         |                                         |
| 2015                                                        | 乙未年 | 三媽六                                  | 白閔傑                                  | 邱建富                                  |                                         |                                         |                                         |                                         |                                         |                                         |                                         |
| 2016                                                        | 丙申年 | 大媽四                                  | 馮登科                                  | 邱建富                                  |                                         |                                         |                                         |                                         |                                         |                                         |                                         |
| 2017                                                        | 丁酉年 | 二媽五                                  | 馮登科                                  | 邱建富                                  |                                         |                                         |                                         |                                         |                                         |                                         |                                         |
| 2018                                                        | 戊戌年 | 三媽六                                  | 白鴻森                                  | 邱建富                                  |                                         |                                         |                                         |                                         |                                         |                                         |                                         |
| 2019                                                        | 己亥年 | 大媽四                                  | 陳敏生                                  | 林世賢                                  |                                         |                                         |                                         |                                         |                                         |                                         |                                         |
| 2020                                                        | 庚子年 | 二媽五                                  | 賴金鐘                                  | 林世賢                                  |                                         |                                         |                                         |                                         |                                         |                                         |                                         |
| 2021                                                        | 辛丑年 | 三媽六                                  | 白鴻森                                  | 林世賢                                  |                                         |                                         |                                         |                                         |                                         |                                         |                                         |
| 2022                                                        | 壬寅年 | 大媽四                                  | 賴金鐘                                  | 林世賢                                  |                                         |                                         |                                         |                                         |                                         |                                         |                                         |
| 2023                                                        | 癸卯年 | 二媽五                                  | 賴志峰                                  | 林世賢                                  |                                         |                                         |                                         |                                         |                                         |                                         |                                         |
| 2024                                                        | 甲辰年 | 三媽六                                  | 白鴻森                                  | 林世賢                                  |                                         |                                         |                                         |                                         |                                         |                                         |                                         |
| 2025                                                        | 乙巳年 | 進香停辦一年 ( 舉行「十會媽角頭遶境」） | 進香停辦一年 ( 舉行「十會媽角頭遶境」） | 進香停辦一年 ( 舉行「十會媽角頭遶境」） | 進香停辦一年 ( 舉行「十會媽角頭遶境」） | 進香停辦一年 ( 舉行「十會媽角頭遶境」） | 進香停辦一年 ( 舉行「十會媽角頭遶境」） | 進香停辦一年 ( 舉行「十會媽角頭遶境」） | 進香停辦一年 ( 舉行「十會媽角頭遶境」） | 進香停辦一年 ( 舉行「十會媽角頭遶境」） | 進香停辦一年 ( 舉行「十會媽角頭遶境」） |
| 參考書目:溫宗翰 《笨港進香:彰化南瑤宮往笨港進香》 第36~37頁 |        |                                         |                                         |                                         |                                         |                                         |                                         |                                         |                                         |                                         |                                         |

## 歷年進香時程

### 笨港進香
民國50年代後彰化南瑤宮往笨港徒步進香曾中斷，改以車巡的方式為期三天兩夜，自西元2014年起恢復徒步進香，且每年行程會略有微調。 
| 進香 值年 | 起駕       | 第一日                | 抵達笨港   | 抵達笨港   | 抵達笨港   | 第四日                | 第五日                | 回鑾     |
| 進香 值年 | 起駕       | 第一日                | 第二日     | 換龍袍     | 第三日     | 第四日                | 第五日                | 回鑾     |
| 進香 值年 | 3月13日    | 3月14日               | 3月15日    | 3月16日    | 3月16日    | 3月17日               | 3月18日               | 3月19日  |
| --------- | ---------- | --------------------- | ---------- | ---------- | ---------- | --------------------- | --------------------- | -------- |
| 二媽五    | 彰化南瑤宮 | 西螺福興宮 西螺廣福宮 | 北港朝天宮 | 笨港天后宮 | 新港奉天宮 | 莿桐天瑤宮 莿桐乾元宮 | 員林福寧宮 員林廣寧宮 | 市區繞境 |

| 進香 值年 | 起駕       | 第一日                | 抵達笨港   | 抵達笨港   | 抵達笨港   | 第四日                             | 第五日                | 回鑾     |
| 進香 值年 | 起駕       | 第一日                | 第二日     | 換龍袍     | 第三日     | 第四日                             | 第五日                | 回鑾     |
| 進香 值年 | 3月24日    | 3月24日               | 3月25日    | 3月26日    | 3月26日    | 3月27日                            | 3月28日               | 3月29日  |
| --------- | ---------- | --------------------- | ---------- | ---------- | ---------- | ---------------------------------- | --------------------- | -------- |
| 三媽六    | 彰化南瑤宮 | 西螺福興宮 西螺廣福宮 | 北港朝天宮 | 笨港天后宮 | 新港奉天宮 | 潦溪 莿桐⮕溪州 溪州南天宮 北聖天宮 | 員林福寧宮 員林廣寧宮 | 市區繞境 |

| 進香 值年 | 起駕       | 第一日     | 第二日     | 抵達笨港   | 抵達笨港   | 抵達笨港   | 第五日                | 第六日                | 回鑾     |
| 進香 值年 | 起駕       | 第一日     | 第二日     | 第三日     | 換龍袍     | 第四日     | 第五日                | 第六日                | 回鑾     |
| 進香 值年 | 3月27日    | 3月27日    | 3月28日    | 3月29日    | 3月30日    | 3月30日    | 3月31日               | 4月1日                | 4月2日   |
| --------- | ---------- | ---------- | ---------- | ---------- | ---------- | ---------- | --------------------- | --------------------- | -------- |
| 大媽四    | 彰化南瑤宮 | 埤頭合興宮 | 虎尾天后宮 | 北港朝天宮 | 笨港天后宮 | 新港奉天宮 | 西螺福興宮 西螺廣福宮 | 員林福寧宮 員林廣寧宮 | 市區繞境 |

| 進香 值年 | 起駕       | 第一日     | 第二日     | 抵達笨港   | 抵達笨港   | 抵達笨港   | 第五日                | 第六日                | 回鑾     |
| 進香 值年 | 起駕       | 第一日     | 第二日     | 第三日     | 換龍袍     | 第四日     | 第五日                | 第六日                | 回鑾     |
| 進香 值年 | 3月12日    | 3月12日    | 3月13日    | 3月14日    | 3月15日    | 3月15日    | 3月16日               | 3月17日               | 3月18日  |
| --------- | ---------- | ---------- | ---------- | ---------- | ---------- | ---------- | --------------------- | --------------------- | -------- |
| 二媽五    | 彰化南瑤宮 | 埤頭合興宮 | 虎尾天后宮 | 北港朝天宮 | 笨港天后宮 | 新港奉天宮 | 西螺福興宮 西螺廣福宮 | 員林福寧宮 員林廣寧宮 | 市區繞境 |

| 進香 值年 | 起駕       | 第一日     | 第二日     | 抵達笨港   | 抵達笨港   | 抵達笨港   | 第五日     | 第六日                             | 第七日                | 回鑾     |
| 進香 值年 | 起駕       | 第一日     | 第二日     | 第三日     | 換龍袍     | 第四日     | 第五日     | 第六日                             | 第七日                | 回鑾     |
| 進香 值年 | 3月24日    | 3月24日    | 3月25日    | 3月26日    | 3月27日    | 3月27日    | 3月28日    | 3月29日                            | 3月30日               | 3月31日  |
| --------- | ---------- | ---------- | ---------- | ---------- | ---------- | ---------- | ---------- | ---------------------------------- | --------------------- | -------- |
| 三媽六    | 彰化南瑤宮 | 埤頭合興宮 | 虎尾天后宮 | 北港朝天宮 | 笨港天后宮 | 新港奉天宮 | 斗南順安宮 | 潦溪 莿桐⮕溪州 溪州南天宮 北聖天宮 | 員林福寧宮 員林廣寧宮 | 市區繞境 |

| 進香 值年 | 起駕       | 第一日     | 第二日     | 抵達笨港   | 抵達笨港   | 抵達笨港   | 第五日     | 第六日                | 回鑾     |
| 進香 值年 | 起駕       | 第一日     | 第二日     | 第三日     | 換龍袍     | 第四日     | 第五日     | 第六日                | 回鑾     |
| 進香 值年 | 3月24日    | 3月24日    | 3月25日    | 3月26日    | 3月27日    | 3月27日    | 3月28日    | 3月29日               | 3月30日  |
| --------- | ---------- | ---------- | ---------- | ---------- | ---------- | ---------- | ---------- | --------------------- | -------- |
| 大媽四    | 彰化南瑤宮 | 埤頭合興宮 | 虎尾天后宮 | 北港朝天宮 | 笨港天后宮 | 新港奉天宮 | 莿桐天瑤宮 | 員林福寧宮 員林廣寧宮 | 市區繞境 |

西元2020年受到Covid-19新冠肺炎病毒影響，笨港進香延後舉行並改為車巡，縮減日程為三天兩夜。
| 進香 值年 | 起駕       | 抵達笨港   | 抵達笨港   | 抵達笨港   | 回鑾     |
| 進香 值年 | 起駕       | 第一日     | 換龍袍     | 第二日     | 回鑾     |
| 進香 值年 | 8月7日     | 8月7日     | 8月8日     | 8月8日     | 8月9日   |
| --------- | ---------- | ---------- | ---------- | ---------- | -------- |
| 二媽五    | 彰化南瑤宮 | 北港朝天宮 | 笨港天后宮 | 新港奉天宮 | 市區繞境 |

| 進香 值年 | 起駕       | 第一日     | 第二日     | 抵達笨港   | 抵達笨港   | 抵達笨港   | 第五日     | 第六日                             | 第七日                | 回鑾     |
| 進香 值年 | 起駕       | 第一日     | 第二日     | 第三日     | 換龍袍     | 第四日     | 第五日     | 第六日                             | 第七日                | 回鑾     |
| 進香 值年 | 4月18日    | 4月18日    | 4月19日    | 4月20日    | 4月21日    | 4月21日    | 4月22日    | 4月23日                            | 4月24日               | 4月25日  |
| --------- | ---------- | ---------- | ---------- | ---------- | ---------- | ---------- | ---------- | ---------------------------------- | --------------------- | -------- |
| 三媽六    | 彰化南瑤宮 | 埤頭合興宮 | 虎尾天后宮 | 北港朝天宮 | 笨港天后宮 | 新港奉天宮 | 斗南順安宮 | 潦溪 莿桐⮕溪州 溪州南天宮 北聖天宮 | 員林福寧宮 員林廣寧宮 | 市區繞境 |

| 進香 值年 | 起駕       | 第一日                | 抵達笨港   | 抵達笨港   | 抵達笨港   | 第四日                | 第五日                | 回鑾     |
| 進香 值年 | 起駕       | 第一日                | 第二日     | 換龍袍     | 第三日     | 第四日                | 第五日                | 回鑾     |
| 進香 值年 | 3月13日    | 3月13日               | 3月14日    | 3月15日    | 3月15日    | 3月16日               | 3月17日               | 3月18日  |
| --------- | ---------- | --------------------- | ---------- | ---------- | ---------- | --------------------- | --------------------- | -------- |
| 大媽四    | 彰化南瑤宮 | 西螺福興宮 西螺廣福宮 | 北港朝天宮 | 笨港天后宮 | 新港奉天宮 | 西螺福興宮 西螺廣福宮 | 員林福寧宮 員林廣寧宮 | 市區繞境 |

| 進香 值年 | 起駕       | 第一日                | 抵達笨港   | 抵達笨港   | 抵達笨港   | 第四日     | 第五日     | 第六日                           | 回鑾     |
| 進香 值年 | 起駕       | 第一日                | 第二日     | 換龍袍     | 第三日     | 第四日     | 第五日     | 第六日                           | 回鑾     |
| 進香 值年 | 4月30日    | 4月30日               | 5月1日     | 5月2日     | 5月2日     | 5月3日     | 5月4日     | 5月5日                           | 5月6日   |
| --------- | ---------- | --------------------- | ---------- | ---------- | ---------- | ---------- | ---------- | -------------------------------- | -------- |
| 二媽五    | 彰化南瑤宮 | 西螺福興宮 西螺廣福宮 | 北港朝天宮 | 笨港天后宮 | 新港奉天宮 | 斗南順安宮 | 溪州后天宮 | 員林福寧宮 員林廣寧宮 茄苳杏林宮 | 市區繞境 |

百年以來，南瑤宮開基三媽在該年首次參與笨港進香 。

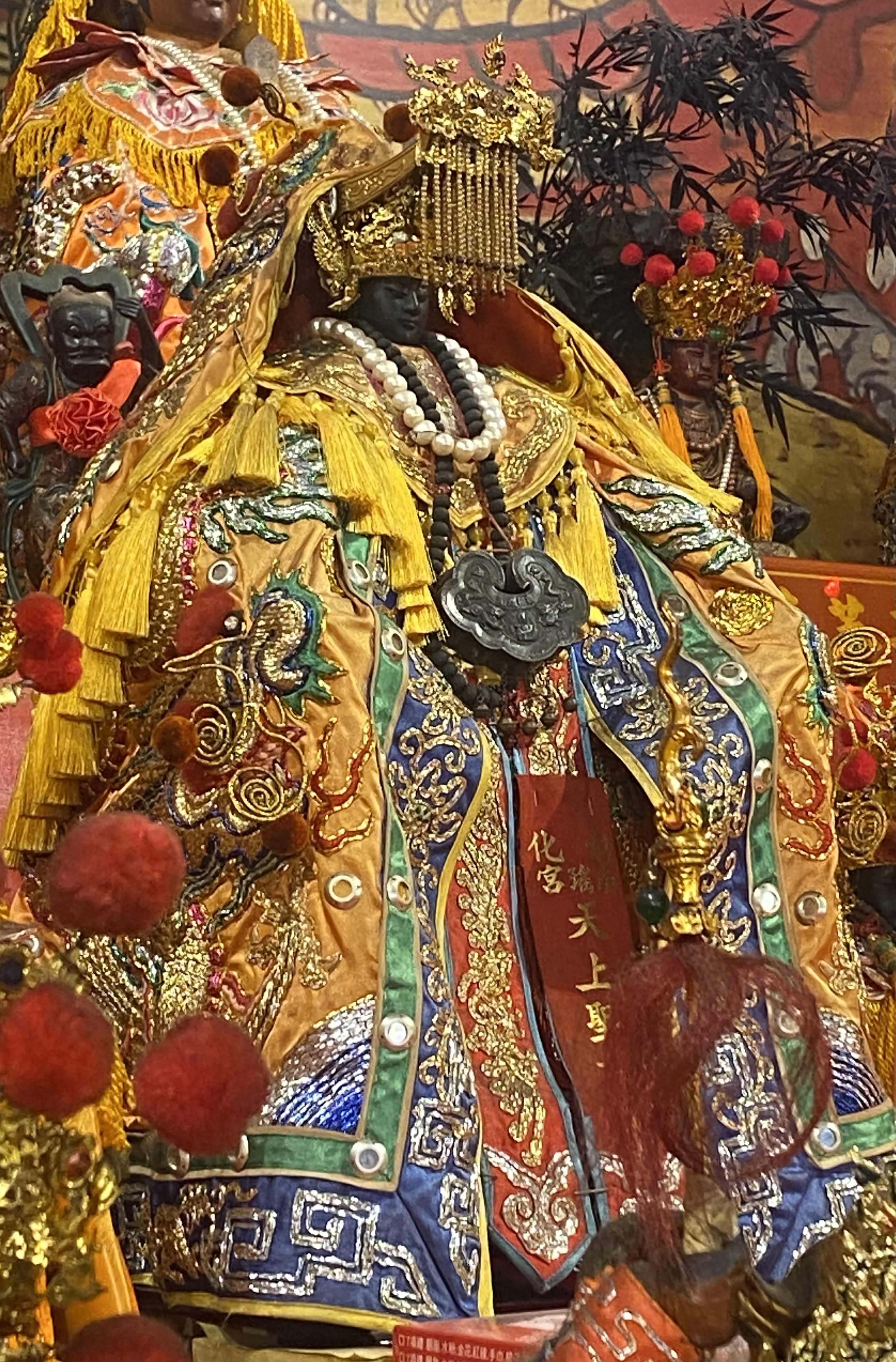
甲辰年首次參與進香的開基三媽神尊。

| 進香 值年 | 起駕       | 第一日     | 第二日     | 抵達笨港   | 抵達笨港   | 抵達笨港   | 第五日     | 第六日                             | 第七日                | 回鑾     |
| 進香 值年 | 起駕       | 第一日     | 第二日     | 第三日     | 換龍袍     | 第四日     | 第五日     | 第六日                             | 第七日                | 回鑾     |
| 進香 值年 | 3月24日    | 3月24日    | 3月25日    | 3月26日    | 3月27日    | 3月27日    | 3月28日    | 3月29日                            | 3月30日               | 3月31日  |
| --------- | ---------- | ---------- | ---------- | ---------- | ---------- | ---------- | ---------- | ---------------------------------- | --------------------- | -------- |
| 三媽六    | 彰化南瑤宮 | 埤頭合興宮 | 虎尾天后宮 | 北港朝天宮 | 笨港天后宮 | 新港奉天宮 | 斗南順安宮 | 潦溪 莿桐⮕溪州 溪州南天宮 北聖天宮 | 員林福寧宮 員林廣寧宮 | 市區繞境 |

## 外部連結
- 彰化南瑤宮的Facebook專頁
- 彰化南瑤宮的Instagram帳戶
- YouTube上的老大媽。慈悲的目睭(老大媽會主題曲)
- YouTube上的2014南瑤宮媽祖歌曲---彰化媽置阮心中【HD】
- YouTube上的南瑤新生（彰化縣民俗文化資產紀錄片）（特映版）南瑤宮往笨港進香記錄片

### 書籍參考
1. 1 2 3 4 5 6 7 8 9 10 11 12 13 14  溫宗翰.  (PDF). 彰化縣文化局. 2023. ISBN 978-986-06015-2-7 （中文）.
2. ↑  周璽.  卷5. 中央研究院臺灣史研究所 臺灣文獻全文資料庫 （中文）. 一在邑治南門外尾窰，乾隆中士民公建，歲往笨港進香，男女塞道，屢著靈應。
3. ↑  連橫. . 臺灣文獻叢刊第一二八種 (臺北: 臺灣銀行經濟研究室). 1962, 卷三十三: 897-902 （中文）. 四年，文明被害彰化，報至，莊人大憤，不期而集者數千人，洶洶欲動。初，城吏以計殺文明，意林氏必擁眾至，即以圍城之罪辦之。
4. ↑  楊守愚. 李獻璋 , 编. . 《台灣民間文學集》 (台灣文藝協會). 1936 （中文）.
5. ↑  邱坤良. . 印刻文學生活雜誌出版股份有限公司. 2014. ISBN 9789860435672 （中文）.
6. ↑  連橫. . 臺灣文獻叢刊第一二八種 (臺北: 臺灣銀行經濟研究室). 1962, 卷三十二: 876-882 （中文）.
7. ↑  吳德功. 周憲文 , 编. . 臺灣文獻叢刊第四七種 (台北: 臺灣銀行經濟研究室). 1959: 95-116 （中文）.

### 論文參考
1. ↑  員緗倢.  (碩士论文). 台灣: 國立中正大學. 2016 （中文）.
2. 1 2  黃偉強.  (PDF) (碩士论文). 台灣: 國立臺北藝術大學. 2018  [2025-07-14]. （原始内容存档 (PDF)于2023-08-11） （中文）.
3. ↑  林伯奇; 陳素雲.  (PDF). 臺灣文獻 （中文）.
4. 1 2   蔡侑樺.  （中文）.
5. 1 2 3  林美容.  (PDF). 吳三連台灣史料基金會 （中文）.
6. 1 2  謝國賢.  (PDF) (碩士论文). 南華大學. 2016 （中文）.
7. 1 2  林美容.  (PDF). . 中央研究院民族學研究所: 109-111. 1990  [2025-07-14]. （原始内容存档 (PDF)于2024-06-30） （中文）.
8. 1 2  廖振富; 張明權.  (PDF). . 中興大學臺灣文學與跨國文化研究所 （中文）.

### 歷史文件參考
1. ↑  . 1912 （中文）. 茲因歷年南瑤宮天上聖母往笨港進香回鑾經至東螺東堡粵人溪底之際，員林街廣寧宮大媽接香換傘之時，眾爐下屢起爭端。適於明治四十五年舊歷二月十五日各爐代表者齊集南瑤宮共議換傘
2. ↑  張玉書. . 國立臺灣文學館. 1912  [2025-07-14]. （原始内容存档于2023-12-11） （中文）. 喧傳媽祖出彰垣，一路追隨不厭煩。香客紛紛三十萬，盤飧到處足雞豚。
3. ↑  吳立軒. . 1912 （中文）. 彩旗搖曳舞春風，佝僂歡迎盡鞠躬。夾道花金焚未了，神輿早返南瑤宮。旗鈴響亮鼓鼕鼕，十里爐煙密篆濃。滿案牲牷兼酒醴，低頭合十禱虔恭。
4. ↑  陳錫金. . 國立臺灣文學館. 1912 （中文）. 往來轂擊與肩摩，十里旌旗十部歌。借問南瑤宮熱鬧，香燈可似此間麼。
5. ↑  林朝崧. . 國立臺灣文學館. 1910 （中文）. 南瑤宮畔去尋春，恰值天妃降誕辰。燭影爐煙三里霧，不知多少進香人。

### 雜誌期刊參考
1. ↑  李獻璋. . 《大陸雜誌》. 1967, 35卷 (8期) （中文）.
2. ↑  林伯奇. . 2024龍Happy (新港文教基金會). 2024, (374期) （中文）.
3. ↑  林伯奇. . 2024龍Happy (新港文教基金會). 2024, (374期) （中文）.

### 藝術作品參考
1. ↑  陳澄波. . 財團法人陳澄波文教基金會.   [2025-07-14]. （原始内容存档于2025-02-09） （中文）.
2. ↑  陳澄波. . 財團法人陳澄波文教基金會.   [2025-07-14]. （原始内容存档于2022-11-30） （中文）.
3. 1 2 3 4  林鈺芸. . 非池中藝術網. 2017-04-02 （中文）.

### 新聞網站參考
1. ↑  . 僑務電子報. 2023-05-02 （中文）.
2. ↑  廖梓鈞; 羅芋宙 (编). . 奇摩新聞. 2025-04-29 （中文）.
3. ↑  彰化縣政府民政處. . 彰化縣政府全球資訊網. 2023-04-30 （中文）.
4. ↑  陳美云. . 地理資訊科學研究專題中心.   [2025-07-14]. （原始内容存档于2024-11-06） （中文）.
5. ↑  . 台灣宗教百景.   [2025-07-14]. （原始内容存档于2025-04-20） （中文）.
6. ↑  張聰秋. . 彰化: 自由時報. 2013-09-16 （中文）.
7. ↑  陳燦坤. . 北港: 自由時報. 2014-03-16 （中文）.
8. ↑  . 地理資訊科學研究專題中心.   [2025-07-14]. （原始内容存档于2024-07-12） （中文）.
9. ↑  鄧富珍. . 彰化: 奇摩新聞. 2013-09-16 （中文）.
10. ↑  . 彰化: 人間福報. 2012-11-22 （中文）.
11. ↑  . 彰化: 台灣日日新報. 1935 （中文）. 中臺灣名剎彰化南瑤宮媽祖廟正殿新建工程已告竣工，決定於18日往北港媽祖廟參拜，當日10餘萬信徒奉神輿行列市內遊行後出發
12. 1 2  鄧富珍. . 彰化: 奇摩新聞. 2014-02-26  [2025-07-14]. （原始内容存档于2025-07-02） （中文）.
13. 1 2 3 4 5 6  . 國家文化資產網. 2015  [2025-07-14]. （原始内容存档于2025-05-18） （中文）.
14. 1 2  . 嘉義縣文化局 （中文）.
15. ↑  李河錫. . 彰化: 奇摩新聞. 2016-09-23 （中文）.
16. ↑  陳雅芳. . 彰化: 今日新聞網NOWNEWS. 2018-03-26 （中文）.
17. ↑  吳敏菁. . 彰化: 中時新聞網. 2018-03-27 （中文）.
18. ↑  吳敏菁. . 彰化: 中時新聞網. 2016-03-24 （中文）.
19. ↑  . 國家文化記憶庫 （中文）.
20. ↑  . 國家文化記憶庫 （中文）.
21. ↑  張茗富. . 彰化: 亞太新聞網ATA NEWS. 2016-03-24 （中文）.
22. ↑  湯世名. . 彰化: 自由時報. 2018-03-09  [2025-07-14]. （原始内容存档于2022-12-04） （中文）.
23. ↑  鄧富珍. . 奇摩新聞. 2024-03-20  [2025-07-14]. （原始内容存档于2024-04-04） （中文）.
24. 1 2  . 奇摩新聞. 2024-03-31  [2025-07-14]. （原始内容存档于2024-04-01） （中文）.
25. ↑  . ETtoday新聞雲 （中文）.
26. 1 2  . 彰化縣溪州鄉: 溪州鄉公所. 2015-06-26 （中文）.
27. 1 2 3  陳雅芳. . 彰化: 奇摩新聞. 2019-03-29 （中文）.
28. ↑  陳雅芳. . 彰化: 觀傳媒. 2023-05-05 （中文）.
29. ↑  陳雅芳. . 彰化: 觀傳媒 （中文）.
30. ↑  孔亮云. . 彰化: 亞太新聞網 ATA NEWS. 2021-04-25 （中文）.
31. ↑  林明佑. . 彰化: 奇摩新聞. 2023-05-07  [2025-07-14]. （原始内容存档于2025-07-09） （中文）.
32. ↑  劉曉欣. . 彰化: 自由時報. 2023-05-07 （中文）.
33. ↑  . 彰化: 彰化縣政府 全球資訊網.   [2025-07-14]. （原始内容存档于2025-05-17） （中文）.
34. ↑  林宗德. . 地理資訊科學研究專題中心.   [2025-07-14]. （原始内容存档于2024-11-12） （中文）.
35. ↑  陳玟瑜. . 地理資訊科學研究專題中心.   [2025-07-14]. （原始内容存档于2025-04-27） （中文）.
36. ↑  陳玟瑜. . 地理資訊科學研究專題中心 （中文）.
37. ↑  陳玟瑜. . 地理資訊科學研究專題中心.   [2025-07-14]. （原始内容存档于2024-12-07） （中文）.
38. ↑  林明佑. . 彰化市: 彰化人彰化事. 2022-11-08  [2025-07-14]. （原始内容存档于2025-07-02） （中文）.
39. ↑  . 觀傳媒. 2021-04-19  [2025-07-14]. （原始内容存档于2025-07-02） （中文）.
40. ↑  . 嘉義縣政府全球資訊網. 2019-03-27 （中文）.
41. ↑  陳雅芳. . 彰化: 奇摩新聞. 2023-05-02 （中文）.
42. ↑  . 彰化縣政府全球資訊網. 2024-03-27  [2025-07-14]. （原始内容存档于2025-05-16） （中文）.
43. ↑  孫英哲. . 彰化: 中國時報. 2024-03-28  [2025-06-21] （中文）.
44. ↑  阮國峯. . 地理資訊科學研究專題中心.   [2025-07-14]. （原始内容存档于2024-07-25） （中文）.
45. ↑  蔡智明. . 嘉義: 中央社. 2024-03-27  [2025-06-21]. （原始内容存档于2024-04-08） （中文）.
46. ↑  莊祖銘. . 聯合影音網. 2022-03-15 （中文）.
47. ↑  . 彰化市公所.   [2025-07-14]. （原始内容存档于2025-05-20） （中文）.
48. ↑  江濬禓; 曹勝彰. . 彰化市: 三立新聞網. 2017-01-18 （中文）.
49. ↑  林明佑. . 焦點時報. 2024-03-29 （中文）.
50. ↑  孫英哲. . 彰化: 中時新聞網. 2023-04-30 （中文）.
51. ↑  湯世名. . 彰化: 自由時報. 2024-03-29 （中文）.
52. ↑  鄧富珍. . 彰化: 台灣好新聞. 2020-08-06  [2025-07-14]. （原始内容存档于2025-07-05） （中文）.
53. ↑  李豐楙; 劉怡君. . 全國宗教新聞網.   [2025-07-14]. （原始内容存档于2022-07-24） （中文）.
54. 1 2  黃彥昇. . 今日新聞NOWnews. 2019-03-12  [2025-07-14]. （原始内容存档于2025-07-08） （中文）.
55. ↑  黃彥昇. . 彰化: 觀傳媒. 2021-04-23 （中文）.
56. ↑  彰化縣政府民政處. . 彰化縣政府全球資訊網. 2023-04-30 （中文）.
57. ↑  蕭博陽. . 中央通訊社. 2021-04-18  [2025-07-14]. （原始内容存档于2021-05-14） （中文）.
58. ↑  邱植培; 彭煥羣. 洪詩宸 , 编. . 公視新聞網. 2024-03-30  [2025-07-14]. （原始内容存档于2024-03-30） （中文）.
59. ↑  劉明岩. . 聯合影音網. 2021-04-18  [2025-07-14]. （原始内容存档于2025-07-04） （中文）.
60. ↑  楊連泉; 林琮輝. . 地理資訊科學研究專題中心. 2012-07-08  [2025-07-14]. （原始内容存档于2025-07-04） （中文）.
61. ↑  . 彰化市: 今日新聞NOWnews. 2014-02-05  [2025-07-14]. （原始内容存档于2025-07-08） （中文）.
62. ↑  . 彰化: 彰化縣政府全球資訊網. 2023-04-30 （中文）.
63. ↑  方一成. . 彰化: 奇摩新聞. 2021-04-26 （中文）.
64. ↑  任禮清. . yahoo!新聞網. 2017-03-15 （中文）.
65. ↑  . 彰化: 人間福報. 2011-04-07 （中文）.
66. ↑  . 國家文化記憶庫 （中文）.
67. ↑  黃彥昇. . 今日新聞網NOWNEWS. 2019-09-07 （中文）.
68. ↑  . 臺中市政府文化局.   [2025-07-14]. （原始内容存档于2022-08-17） （中文）.
69. ↑  王博睿. . 2020-12-13 （中文）.
70. 1 2  . 國家文化記憶庫 （中文）.
71. ↑  . 台灣光華雜誌. 2024-04-15 （中文）.
72. ↑  郭曉芸. . 鏡周刊. 2019-01-03  [2025-07-14]. （原始内容存档于2019-06-29） （中文）.
73. ↑  . 國家圖書館 臺灣記憶 （中文）.
74. ↑  王博睿. . 國家文化藝術基金會.   [2025-07-14]. （原始内容存档于2025-04-27） （中文）.
75. ↑  唐復年. . Newtalk新聞. 2017-03-19  [2025-07-14]. （原始内容存档于2017-06-19） （中文）.
76. ↑  方一成. . 彰化: 奇摩新聞. 2017-08-16  [2025-07-14]. （原始内容存档于2025-07-09） （中文）.
77. ↑  鄧富珍. . 彰化: 奇摩新聞. 2013-03-31 （中文）.
78. ↑  . 彰化: 彰化旅遊資訊網. 2015-03-24 （中文）.
79. ↑  鄧富珍. . 彰化: 鉅亨網新聞中心. 2016-03-27 （中文）.
80. ↑  . 彰化: 彰化縣政府 （中文）.
81. ↑  李文華. . 彰化: 民視新聞網. 2018-03-24 （中文）.
82. ↑  . 彰化: 彰化旅遊資訊網. 2019-03-24 （中文）.
83. ↑  林良哲. . 彰化: 自由時報. 2020-08-07 （中文）.
84. ↑  林良哲. . 彰化: 自由時報. 2020-02-27  [2025-07-14]. （原始内容存档于2021-01-26） （中文）.
85. ↑  蕭博陽. . 彰化: 中央社. 2020-02-27  [2025-07-14]. （原始内容存档于2025-07-09） （中文）.
86. ↑  . 彰化: 彰化縣政府全球資訊網. 2020-08-07  [2025-07-14]. （原始内容存档于2020-09-19） （中文）.
87. ↑  . 彰化: 彰化旅遊資訊網. 2021-04-19 （中文）.
88. ↑  鄧富珍. . 彰化: 奇摩新聞. 2022-03-13 （中文）.
89. ↑  鄧富珍. . 彰化: 理財周刊. 2023-04-30 （中文）.
90. ↑  葉靜美. . 彰化: 三星傳媒. 2024-03-24 （中文）.
91. ↑  吳哲豪. 陳仁華 , 编. . 彰化: 中央社. 2024-03-24  [2025-07-14]. （原始内容存档于2025-07-09） （中文）.
92. ↑  湯世名. . 彰化: 自由時報. 2024-03-09  [2025-07-14]. （原始内容存档于2024-03-18） （中文）.